# Sepang International Circuit

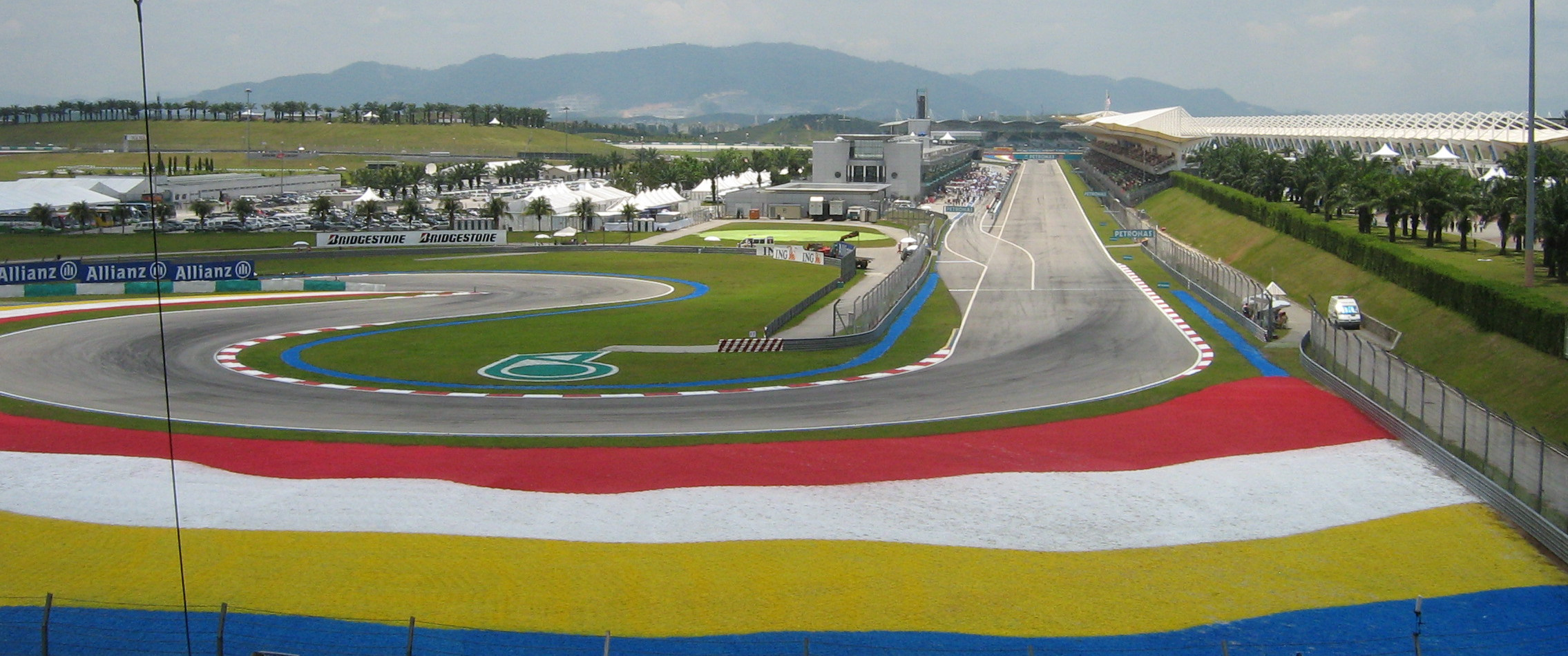
Pitstraat, start/finish, bocht 1 en 2

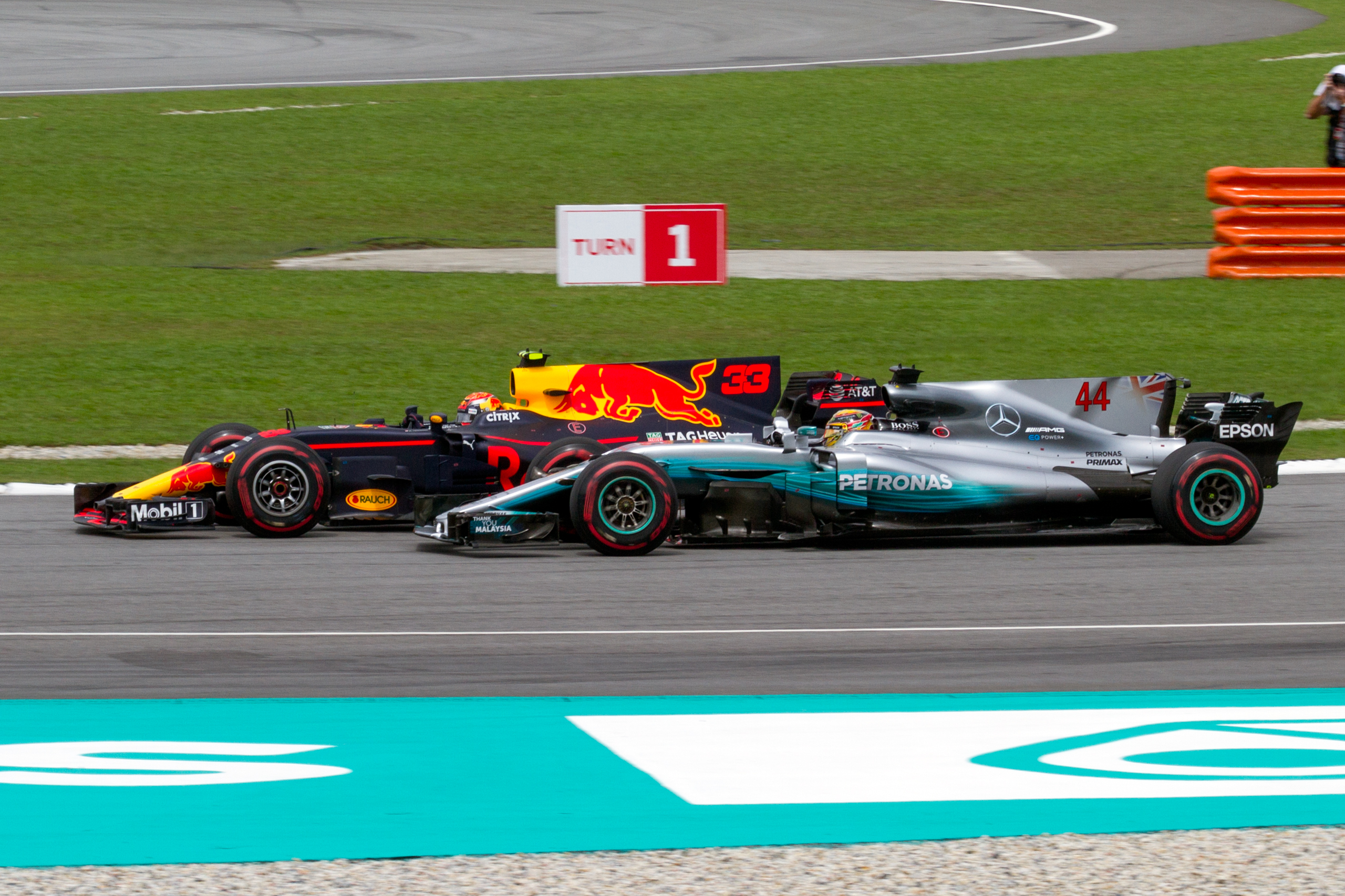
Max Verstappen haalde Lewis Hamilton in bij bocht 1 in 2017

Het Sepang International Circuit is een racecircuit in Maleisië dat tussen 1999 en 2017 gastheer was van de Formule 1 Grand Prix van Maleisië. Het circuit ligt 3,5 km van Kuala Lumpur International Airport en circa 80 km van Kuala Lumpur. Het circuit is gebouwd met asfalt dat overgebleven is van de bouw van het vliegveld. Het circuit werd eind jaren negentig door de Duitser Hermann Tilke ontworpen. Het moderne 5,54 km lange circuit met een gemiddelde breedte van 16 meter heeft een grote tribune, de grandstands, die aan beide zijden een snel recht stuk hebben en de wagens er dus eigenlijk omheen rijden. Ook bij coureurs is het populair, en bovendien zeer veilig.
Eddie Irvine won er de eerste Grand Prix in 1999. In 2017 werd er voorlopig voor het laatst een Grand Prix georganiseerd op het circuit, omdat de race volgens de Maleisische overheid niet langer rendabel is.

## Winnaars
| Uitslagen Grand Prix van Malesië (Sepang) | Uitslagen Grand Prix van Malesië (Sepang) | Uitslagen Grand Prix van Malesië (Sepang) | Uitslagen Grand Prix van Malesië (Sepang) |
| Jaar                                      | Coureur                                   | Auto                                      | Auto                                      |
|                                           |                                           | Constructeur                              | Type                                      |
| ----------------------------------------- | ----------------------------------------- | ----------------------------------------- | ----------------------------------------- |
| 1999                                      | Eddie Irvine                              | Scuderia Ferrari Marlboro                 | F399                                      |
| 2000                                      | Michael Schumacher                        | Scuderia Ferrari Marlboro                 | F1-2000                                   |
| 2001                                      | Michael Schumacher                        | Scuderia Ferrari Marlboro                 | F2001                                     |
| 2002                                      | Ralf Schumacher                           | BMW Williams F1 Team                      | FW24                                      |
| 2003                                      | Kimi Räikkönen                            | West McLaren Mercedes                     | MP4-17D                                   |
| 2004                                      | Michael Schumacher                        | Scuderia Ferrari Marlboro                 | F2004                                     |
| 2005                                      | Fernando Alonso                           | Mild Seven Renault F1 Team                | R25                                       |
| 2006                                      | Giancarlo Fisichella                      | Mild Seven Renault F1 Team                | R26                                       |
| 2007                                      | Fernando Alonso                           | Vodafone McLaren Mercedes                 | MP4/22                                    |
| 2008                                      | Kimi Räikkönen                            | Scuderia Ferrari Marlboro                 | F2008                                     |
| 2009                                      | Jenson Button                             | Brawn GP                                  | BGP001                                    |
| 2010                                      | Sebastian Vettel                          | Red Bull Racing                           | RB6                                       |
| 2011                                      | Sebastian Vettel                          | Red Bull Racing                           | RB7                                       |
| 2012                                      | Fernando Alonso                           | Scuderia Ferrari                          | F2012                                     |
| 2013                                      | Sebastian Vettel                          | Infiniti Red Bull Racing                  | RB9                                       |
| 2014                                      | Lewis Hamilton                            | Mercedes AMG Petronas F1 Team             | F1 W05                                    |
| 2015                                      | Sebastian Vettel                          | Scuderia Ferrari                          | SF15-T                                    |
| 2016                                      | Daniel Ricciardo                          | Red Bull Racing                           | RB12                                      |
| 2017                                      | Max Verstappen                            | Red Bull Racing                           | RB13                                      |